# 1683 Castafiore
1683 Castafiore è un asteroide della fascia principale. Scoperto nel 1950, presenta un'orbita caratterizzata da un semiasse maggiore pari a 2,7330264 UA e da un'eccentricità di 0,1796790, inclinata di 12,50048° rispetto all'eclittica.
L'asteroide è dedicato a Bianca Castafiore, personaggio de Le avventure di Tintin.